# 尼斯-马尔克瑟塔尔
尼斯-马尔克瑟塔尔（德語：Neiße-Malxetal，發音：[ˈnaɪsə ˈmalksəˌtaːl]，意为“尼斯河-馬爾克瑟河谷”）是德国勃兰登堡州施普雷-尼斯县的市镇，面积82.57平方千米，2023年12月31日人口为1,571人。